# Goldflanken-Waldsänger
Der Goldflanken-Waldsänger (Myiothlypis leucophrys; Syn. Basileuterus leucophrys) ist ein kleiner Singvogel aus der Gattung Basileuterus in der Familie der Waldsänger (Parulidae). Diese Art ist eng verwandt mit dem Olivflanken-Waldsänger (Basileuterus leucoblepharus). Das Verbreitungsgebiet befindet sich im südzentralen Brasilien. Die IUCN listet sie als „nicht gefährdet“ (least concern).

## Merkmale
Goldflanken-Waldsänger erreichen eine Körperlänge von vierzehn Zentimetern. Die Flügellänge beträgt beim Männchen 7,2 Zentimeter, für Weibchen liegen keine Angaben vor. Adulte und Jungvögel ab dem ersten Jahr haben ein graues Scheitelgefieder, schmale schwarze Scheitelseitenstreifen, die nicht deutlich hervortreten, sowie breite weiße Überaugenstreifen, die sich bis über die weißlich grau-braungelben Ohrendecken ziehen. Der Augenstreif ist schwärzlich, der untere Augenring weiß und der Nacken und die Halsseiten sind grau. Das Gefieder der Unterseite ist weiß mit grau verwaschenen Brustseiten, gräulich braungelben hinteren Flanken sowie blassen gelblich-braungelben Unterschwanzdecken. Das Gefieder der Oberseite ist olivgrün bis bräunlich oliv, die Flügel sind dunkelbraun mit oliven Federrändern. Der Schnabel ist schwärzlich, die Beine sind gelblich fleischfarben.

## Vorkommen, Ernährung und Fortpflanzung
Das Verbreitungsgebiet befindet sich im südzentralen Brasilien. Es umfasst den Süden von Mato Grosso sowie Goiás, dort vorwiegend um die Stadt Brasília, sowie den Westen von Minas Gerais und die Randbereiche im Westen von Bahia. Weitere Vorkommen gibt es am Nordrand von São Paulo. 
Goldflanken-Waldsänger bewohnen meist paarweise subtropische und tropische feuchte Wälder, Feuchtgebiete und bevorzugt Uferwälder mit viel Unterholz vorwiegend in der Nähe von Gewässern in Höhen von 1000 Meter. Ihre Nahrung suchen sie im dichten Unterholz und sind dadurch schwer zu beobachten. Über den Nestbau und die Brut- und Nestlingszeit gibt es keine Angaben.